# Teófilo Toda
Teófilo Toda (nascido em 18 de junho de 1935) é um ex-ciclista peruano que defendeu as cores do seu país na prova de estrada individual nos Jogos Olímpicos de 1964.